# Demokratisk Allians
Demokratisk Allians (DA) var en politisk organisation i Sverige, bildad som en ungdomsorganisation i Stockholm 1967. Organisationen beskrivs ofta som högerextrem  med en starkt antikommunistisk prägel. Organisationen tog ställning för USA:s krigföring i Vietnam och är känd för sitt starka motstånd mot den svenska FNL-rörelsen och dåvarande statsminister Olof Palme. Föreningen hade enligt egna uppgifter som mest cirka 600 medlemmar och ett fåtal lokalavdelningar runt om i landet. Organisationen upplöstes 1976, men vissa medlemmar fortsatte att vara aktiva i den högerextrema Stiftelsen Contra.

## Historia
Demokratisk Allians bildades i Stockholm 1967 som en utbrytning ur Kommittén för ett fritt Asien (KFA), med Anders Larsson som initiativtagare och sekreterare. Anders Larsson var en centralgestalt i den svenska efterkrigstidens extremhöger som förutom sitt engagemang i KFA varit aktiv i Baltiska kommittén (BA) och det högerextrema nätverket World Anti-Communist League (WACL). DA:s verksamhet kom att främst inrikta sig på opinionsbildning och utdelning av gratistidningar som Svante Hjertstrands tidning Argument för frihet och rätt. Det kom att dröja till 1970 innan en distriktsavdelning bildades i Göteborg. Ytterligare en distriktsorganisation fanns i Malmö och även på andra orter periodvis. Dessa var självständiga organisationer med egna styrelser, men de samarbetade i produktionen och försäljning av propagandamateriel som t-shirts och tidskrifter. Senare ska aktiva medlemmar även funnits i Lund och Norrköping. Flertalet ledande organisatörer i den svenska extremhögern var medlemmar i DA. Bland annat Tommy Hansson som gick med i organisationen 1972 (ordförande för Stockholmsavdelningen 1974-75) och Leif Zeilon som var aktiv i DA under tidigt 1970-tal . Enligt DA själva hade de också sympatier från Ture Nerman och Birger Norman  Organisationen hävdade att den var partipolitiskt fristående, trots detta tycks det ha funnits en del kopplingar till Moderata ungdomsförbundet (MUF), i alla fall vad gäller föreningen i Göteborg.
I mitten av 1970-talet var exilesten och WACL-aktivisten Arvo Horm organisationens revisor.
Den svenska musikartisten Magnus Uggla deltog i unga år i organisationens aktiviteter. Uggla har efteråt berättat att hans bror var aktiv i organisationen sedan bildandet och att det ska ha varit anledningen till hans samröre med organisationen.
I mitten av 1970-talet kretsade en stor del av den svenska WACL-sektionen kring Demokratisk Allians. Flertalet medlemmar deltog på förbundets internationella kongresser. Enligt Tommy Hansson hade organisationen flera internationella kontakter. Flera av DA:s medlemmar gjorde med jämna mellanrum resor till de dåvarande diktaturerna Sydvietnam, Sydkorea, Paraguay, Filippinerna, och Taiwan. 
Efter att Vietnamkriget tagit slut 1975 och Socialdemokraternas valförlust 1976 minskade Demokratisk Allians i betydelse. Organisationen hade också genomgått en intern maktstrid 1974 vilket hade lett till splittring. Så 1976 fattade man beslut att upplösa organisationen. Efter nedläggningen av DA fortsatte minoritetsfraktionen från maktstriden att organisera sig i stiftelsen Contra. Några medlemmar från den andra fraktionen valde att istället organisera sig i Frihetsförbundet.  

### Intern maktstrid och splittringsförsök
Under våren 1974 uppstod en intern maktstrid i Demokratisk Allians mellan organisationens styrelse och en minoritetsfraktion. Carl Göran Holm försökte genom splittringsförsök och en namnkupp ta över huvudförbundet genom att hans förening Farsta demokratiska förening skickade en ansökan om att registrera namnet för den nationella organisationen (Demokratisk Allians) när detta blivit möjligt med hjälp av en ny patentlag. Detta ledde till att Demokratisk Allians i april samma år uteslöt medlemmarna Géza Molnár och Carl G. Holm, vilka organisationen beskrev som högerextremister. I striden riktade Holm och Molnár kritik mot DA för organisationens samröre med WACL, som sedan grundandet 1967 dominerades av fascistiska och antisemitiska grupper. DA:s grundare Anders Larsson var en central gestalt i den svenska sektionen av WACL. Larsson blev senare generalsekreterare i den europeiska sektionen av WACL och kom att delta på sex stycken av WACL:s världskongresser. Samtidigt i en skrivelse med anledning av kuppförsöket och utbrytningen beskrev Demokratisk Allians hur nazistiska och fascistiska grupper försvårat deras arbete. Efter det misslyckade kuppförsöket lyckades dock Carl Göran Holm sno med sig förbundets kassa till sin nya falang. Carl G. Holm polisanmäldes i samband med striden om kassan. De två uteslutna medlemmarna bildade i stället den kortlivade föreningen Stockholms Demokratiska Allians, och strax därefter Stiftelsen Contra.
Efter splittringen kom Carl G. Holm att arbeta för att skriva över namnrättigheterna till Demokratisk Allians förbundstidning, Opinion för frihet, till tankesmedjan Timbro. C-G Holm författade en skrivelse till patentverket om att Timbro fick överta namnrättigheterna till tidningen Opinion, som nu skulle byta namn till Opinion för marknadsekonomi. Skrivelsen till patentverket var dock ogiltig eftersom C-G Holm blivit utesluten ur Demokratisk Allians tillsammans med flera andra ur Farstafalangen, men senare kom Timbro dock att få rättigheter till namnet “Opinion för marknadsekonomi” i stället. 

## Demokratisk Allians syn på sig själv

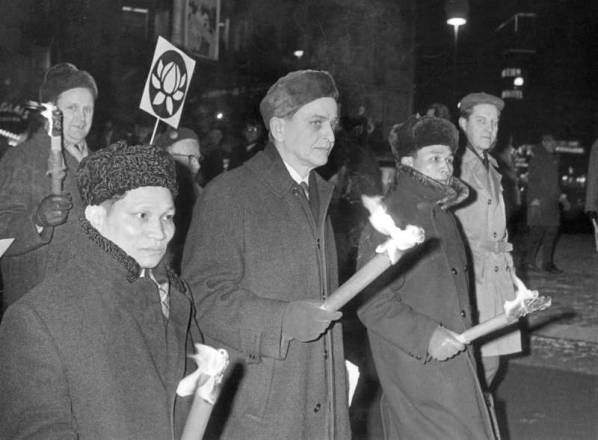
Olof Palme tog ställning mot USA:s politik i Vietnam och gick tillsammans med Nordvietnams ambassadör i ett demonstrationståg i februari 1968 i Stockholm. Demokratisk Allians intog motsatt ståndpunkt och kritiserade Palme.

Demokratisk Allians sade sig vara en partipolitiskt oberoende organisation (i grunden en ungdomsorganisation) med Förenta nationernas deklaration om de mänskliga rättigheterna som sitt politiska program [källa behövs]. Organisationen sade sig under 1960- och 1970-talet vara relativt ensamma motståndare till kommunismen och Nordvietnams invasion av militärdiktaturen i Sydvietnam.
Demokratisk Allians sade sig ta tydligt avstånd från alla totalitära idéer. Demokratisk Allians gav ut flygblad som uppmanade till kamp mot kommunismen både i och utanför Sverige. Demokratisk Allians uttalade sig för en bojkott av varor från apartheidregimens Sydafrika.[källa behövs] Samtidigt gav man emellertid sitt stöd till auktoritära stater som Taiwan, Sydvietnam och Sydkorea.

## Demokratisk Allians som säkerhetsrisk
Demokratisk allians var upptagna i Säpos register för personalkontroll 1973 till 1993. Organisationen hade dock inte i sitt program något som tydde på en samhällsomstörtande inriktning, vilket var ett krav för registrering, och invändningar gjordes från Rikspolisstyrelsen till regeringen med anledning av detta: "Man får en otrevlig känsla av att, bara därför att det gäller högerkanten så kunde man ta med den här organisationen för att få en viss jämvikt. Man ställde inte något krav på samhällsfarlighet bara därför att det råkade vara på högersidan. Vänsterpartiet kommunisterna (VPK) som är klart revolutionärt borde vara med om nu Demokratisk Allians ska finnas där". Ett skäl som angavs för registreringen var enligt SOU 2002:94, Övervakningen av nazister och högerextremister: forskarrapporter till Säkerhetstjänstkommissionen, att "det hade konstaterats att Demokratisk allians registrerade vänstergrupper och deras eventuella beväpning".

### Politiskt våld
År 1970 var organisationen inblandad i en brand på FNL-tryckeriet på Dalagatan i Stockholm, och 1973 begick en värnpliktig fänrik, som även var engagerad i DA, en stöld av sprängämnen på P 10 i Strängnäs. Utredningen (SOU 2002:94) skriver att "ett visst samband fanns mellan honom [officeren som stal sprängämnen] och Demokratisk allians. En tunn motivering är väl det minsta man kan säga". Utredningen konstaterar även att organisationens huvudsakliga inkomster "kom från försäljning av tidningar och märken och genom gåvor och tidvis kommunala bidrag". Organisationen sökte också pengar från näringslivet, vilket "gick trögt på grund av ryktet om högerextremism".
I maj 1974 vandaliserades Nordiska Rikspartiets (NRP:s) lokaler i Stockholm. NRP:s partiledning ansåg att Demokratisk allians låg bakom attentatet. DA hävdade att den var oskyldig till anklagelsen. En rökbomb kastades under natten mellan den 1 och 2 juni 1974 in i Demokratisk allians lokaler i Stockholm när ett nattligt sammanträde pågick. Utförare var medlemmar av NRP:s stormavdelning Riksaktionsgruppen (RAG). En person fick transporteras till sjukhus och fick så svåra skador att han måste behandlas i respirator, och ytterligare en person tvingades uppsöka sjukhus. Aktionen var en hämnd, dels för den misstänkta vandaliseringen, dels för att Demokratisk allians, som tidigare varit utsatt för nynazistisk infiltration, hade utgett ett antinazistiskt flygblad. De som anklagades för brottet dömdes senare till fängelse. I polisutredningen visade det sig att  RAG-medlemmarna hade fått rökgranater av en NRP-medlem som var aktiv i styrelsen för den uteslutna DA-medlemmen Carl G. Holms organisation Farsta demokratiska förening.  Carl G Holm hade i april 1974 blivit utesluten ur Demokratisk Allians efter ett misslyckat kuppförsök. NRP:s partiledare Assar Oredsson uppgav att han tog avstånd från själva dådet, dock med förbehållet att han sade sig ha förståelse för RAG-medlemmarnas agerande.

### Palmemordet
Anders Larsson, initiativtagaren till Demokratisk Allians och förbundssekreterare, tillhörde en grupp som sex dagar innan mordet på Olof Palme skickat ett brev till Utrikesdepartementet om att Palme skulle komma att mördas. I Demokratisk Allians ingick även en grupp högerextrema poliser som figurerade i det så kallade "polisspåret" misstänkta för deltagande i mordet.